# Arachnopusia quadralabia
Arachnopusia quadralabia är en mossdjursart som beskrevs av Uttley och Bullivant 1972. Arachnopusia quadralabia ingår i släktet Arachnopusia och familjen Arachnopusiidae. Inga underarter finns listade i Catalogue of Life.